# Arzl im Pitztal
Arzl im Pitztal é um município da Áustria, situado no distrito de Imst, no estado do Tirol. Tem 29,36 km² de área e sua população em 2019 foi estimada em 3.157 habitantes.